# Choyrodon barsboldi
Choyrodon barsboldi es la única especie conocida del género extinto Choyrodon es un género representado por una única especie de dinosaurio ornitópodo iguanodontiano, que vivió a mediados del período Cretácico, hace aproximadamente 110 y 100 millones de años, en el Albiense, en lo que es hoy Asia.

## Descripción
Choyrodon tiene un gran parecido con Altirhinus encontrado en la misma formación. Esto sugiere que Choyrodon es solo el cachorro de Altirhinus . Sin embargo, los descriptores dan algunos argumentos sobre por qué este no sería el caso. En Altirhinus , el hueso cuadrado tiene una muesca más alta en el lado del cuadradoyugal con una proyección dirigida hacia arriba en el borde inferior. Esto falta en Choyrodon. En la literatura no se conocen géneros que desarrollan tal proyección durante la maduración. La rama posterior del postorbital es más pronunciada en Choyrodon que en Saurolophinae , a la que Choyrodon, por cierto, no pertenece, se sabe que esa rama en el crecimiento es menos pronunciada. En el hueso del paladar, los diferentes componentes se desarrollan mejor en Choyrodon. En los dinosaurios, tal desarrollo durante la maduración generalmente aumenta y no disminuye. Además, se han indicado dos automomorfismos , características únicas que los escritores creen que no pueden tener nada que ver con la maduración. En la parte posterior de la cabeza, el supraoccipital se superpone en ambos lados por un pedazo de pierna que los descriptores interpretan como el opistótico. La parte inferior delantera del surangular de la mandíbula inferior muestra dos pliegues en el lado externo debajo del segundo foramen. Altirhinus tiene una protuberancia inferior corta en el predentario, la parte frontal de las mandíbulas inferiores, que está bifurcada hacia los lados. En Choyrodon esta protuberancia es larga, estrecha y recta. Choyrodon todavía tiene una fenestra  antorbital, una característica básica que carece del holotipo de Altirhinus. Como tal, esto se puede declarar plausiblemente ontogenético, en adultos aparentemente creció densamente. Sin embargo, los descriptores señalan que no existe tal ventana en ningún ornitópodo y, por lo tanto, no hay evidencia de un cierre posterior en la vida.

## Descubrimiento e investigación
Tres ejemplares de ornitópodos jóvenes se encontraron en Choeren Doech. En 2018, el tipo de Choyrodon barsboldi fue nombrado y descrito por Terry A. Gates, Khishigjav Tsogtbaatar, Lindsay E. Zanno, Tsogtbaatar Chinzorig y Mahito Watabe. El nombre genérico vincula una referencia a la ciudad de Choyr, cerca del sitio, con el término odoón del griego antiguo, "diente", un sufijo común en los nombres de iguanodontianos basales. El nombre de la especie honra al paleontólogo mongol Rinchen Barsbold.
El holotipo , MPC-D 100/801, se encontró en el depósito inferior de la formación Choeren Doe, que data de mediados de Albiense. Consiste en un esqueleto parcial con cráneo, mandíbulas inferiores, costillas del cuello y metacarpianos. Los otros dos ejemplares fueron asignadas a la especie. Esto concierne a los especímenes MPC-D 100/800, un cráneo con mandíbulas inferiores y MPC-D 100/803, un esqueleto parcial con cráneo que comprende un hueso nasal, el cinturón izquierdo del hombro, el antepié izquierdo, las vértebras, las costillas, la mitad de la pelvis izquierda, el muslo derecho y la espinilla izquierda.

## Clasificación
Choyrodon se coloca en basal en Iguanodontia como una especie hermana de Eolambia. El hecho de que el análisis de Choyrodon no se encontró como una especie hermana de Altirhinus y tampoco en una posición más básica, como suele ser el caso con animales jóvenes, es otra vez indicios de que no son sinónimos.